# Kaoru Yosano
Kaoru Yosano (jap. 与謝野 馨 Yosano Kaoru; ur. 22 sierpnia 1938 w Chiyoda, Tokio, zm. 23 maja 2017) – japoński polityk, wielokrotny minister: w latach 1994–1995 edukacji, w latach 1998–1999 handlu zagranicznego i przemysłu, w 2009 finansów.

## Życiorys
Kaoru Yosano był członkiem Partii Liberalno-Demokratycznej oraz członkiem japońskiej Izby Reprezentantów.
W 1963 roku Yosano ukończył prawo na Uniwersytecie Tokijskim. W 1972 roku bez powodzenia ubiegał się o mandat parlamentarny w Izbie Reprezentantów. W 1976 roku wziął ponownie udział w wyborach i po raz pierwszy wszedł w skład parlamentu.
W latach 1994–1995 Yosano zajmował stanowisko ministra edukacji, a od 1998 do 1999 roku był ministrem handlu międzynarodowego i przemysłu. W latach 2005–2006 pełnił funkcję ministra polityki gospodarczej i fiskalnej.
27 sierpnia 2007 roku został mianowany szefem gabinetu i rzecznikiem prasowym rządu premiera Shinzō Abe. Po rezygnacji premiera Abe z urzędu 12 września 2007 wymieniany był jako jeden z jego możliwych sukcesorów. Ostatecznie nie wziął jednak udziału w wyborach nowego lidera partii. Funkcję szefa gabinetu i rzecznika szefa rządu pełnił do 27 września 2007 roku.
2 sierpnia 2008 został mianowany ministrem stanu ds. polityki gospodarczej i fiskalnej w gabinecie premiera Yasuo Fukudy. Stanowisko zachował również w kolejnym rządzie premiera Tarō Asō i zajmował do 18 lutego 2009.
8 września 2008 roku, po rezygnacji ze stanowiska premiera przez Fukudę, Yosano ogłosił zamiar ubiegania się o przywództwo w partii. W wyborach nowego lidera w dniu 22 września 2008 roku zajął drugie miejsce zdobywając tylko 66 głosów, przy przytłaczającym zwycięstwie Tarō Asō (351 głosów).
Od 18 lutego 2009 do 16 września 2009 roku zajmował stanowisko ministra finansów w rządzie premiera Tarō Asō.